# 尼古拉·肖尔斯
尼古拉·亚历山大罗维奇·肖尔斯（俄语：Никола́й Алекса́ндрович Щорс，1895年5月25日（6月6日）—1919年8月30日）苏联红军指挥官，创建领导了乌克兰红军第一军团。